# Indywidualne mistrzostwa Ukrainy na żużlu
Indywidualne mistrzostwa Ukrainy na żużlu – rozgrywany od 1961 roku cykl turniejów, mających na celu wyłonienie najlepszych żużlowców na Ukrainie.

## Historia
Pierwsze zawody o tytuł indywidualnego mistrza Ukrainy odbyły się w dniach 1-2 lipca 1961 roku na rówieńskim Mototreku. Brało w nich udział 13 zawodników reprezentujących obwody: wołyński, rówieński i tarnopolski. Pierwszego dnia zawody wygrał Borys Sawojski, zdobywając 11 punktów, kolejnego dnia niepokonany był Wiktor Trofimow, który zdobył 12 punktów, a zdobyte poprzedniego dnia 9 punktów pozwoliło mu na zajęcie 1. miejsca w klasyfikacji końcowej. O jeden punkt mniej w końcowym rozrachunku zdobył Witalij Szyło, trzeci był Sawojski. Wszyscy zawodnicy reprezentowali miejscowy klub.

## Medaliści
| 3 rundy                 |
| ----------------------- |
| Lwów Równe Czerwonogród |

| 2 rundy    |
| ---------- |
| Równe Lwów |

| 3 rundy         |
| --------------- |
| Lwów Równe Lwów |

| 3 rundy                 |
| ----------------------- |
| Czerwonogród Równe Lwów |

| 2 rundy            |
| ------------------ |
| Czerwonogród Równe |

| 2 rundy            |
| ------------------ |
| Równe Czerwonogród |

| 3 rundy                 |
| ----------------------- |
| Czerwonogród Lwów Równe |

| 2 rundy            |
| ------------------ |
| Równe Czerwonogród |

| 2 rundy            |
| ------------------ |
| Czerwonogród Równe |